# 松溪谷 (特拉華州)
松溪谷（英語：Pine Creek Valley）是位於美國特拉華州紐卡斯爾縣的一個人口普查指定地區。

## 地理
松溪谷的座標為39°44′10″N 75°41′54″W / 39.73611°N 75.69833°W，而該地最高點為海拔高度73米（即239英尺）。

## 人口
根據2010年美國人口普查的數據，松溪谷的面積為6.700平方千米，當中陸地面積為6.695平方千米，而水域面積為0.005平方千米。當地共有人口11217人，而人口密度為每平方千米1,674人。